# ABN (гурт)
ABN (скор. від Assholes by Nature) — американський реп-дует, який було сформовано у 2003. Гурт є результатом співпраці між Z-Ro і Trae, обоє — відомі сольні виконавці на андеґраунд-сцені Техасу. Перша спільна робота — пісні «City of Killers» і «Are You Down?» з дебютного студійного альбому Z-Ro Look What You Did to Me (1998). Після цього музиканти почали регулярно з'являтися на релізах одне одного.

## Історія
Альбом 2008 року It Is What It Is, виданий лейблом Rap-A-Lot Records, мав значний комерційний успіх. Платівка посіла 62-гу сходинку Billboard 200, 10-те місце чарту Top R&B/Hip-Hop Albums, 7-му позицію Top Rap Albums. Раніше артисти мали 13 появ у Top R&B/Hip-Hop Albums на двох; це перший реліз у кар'єрах виконавців, що потрапив у топ-10 зазначеного чарту.

## Дискографія

### Студійні альбоми
- 2003: Assholes by Nature
- 2008: It Is What It Is